# Konrad II của Ý

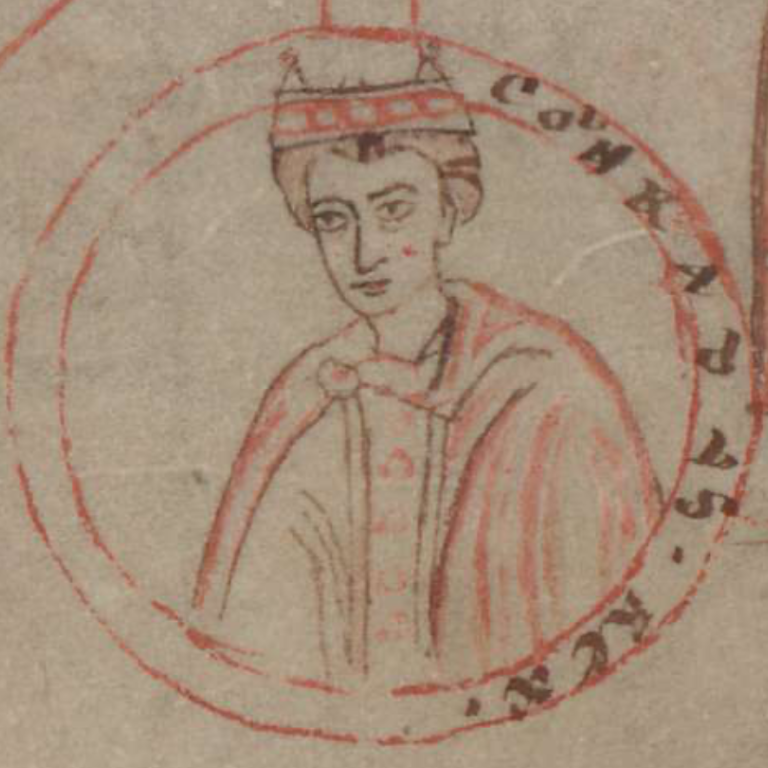
Conrad được minh họa trong bản thảo đầu thế kỷ 13

Konrad II hay Konrad (III) (12 tháng 2 năm 1074 - 27 tháng 7 năm 1101) là Công tước Hạ Lorraine (1076–87), Vua La Mã Đức (1087–98) và Vua của Ý (1093–98). Ông là con trai của Hoàng đế Heinrich IV và Bertha xứ Savoy.